# Annamma Mathew
Annamma Mathew (en malaiàlam, അന്നമ്മ മാത്യു, 22 de març de 1922 - 10 de juliol de 2003), també coneguda com a Mrs. K. M. Mathew (en malaiàlam, മിസ്സിസ് കെ. എം. മാത്യു) una periodista i editora índia. Va ser la fundadora i editora en cap de Vanitha, la revista per a dones més gran de l'Índia. Va morir després d'una breu malaltia en una residència privada a Kottayam. Va ser autora de literatura culinària i consells per a noves receptes en malaiàlam. Va escriure disset llibres de cuina en malaiàlam i quatre en anglès i també va fer contribucions en els àmbits del periodisme, la música, la cuina i el benestar social. Va néixer el 22 de març de 1922, al districte de Godavari d'Andhra Pradesh, on el seu pare era cirurgià del servei civil de Madras. Es va casar als 20 anys amb K. M. Mathew, llavors un agricultor i el llavors futur redactor en cap de Malayala Manorama.
També va ser columnista de consells per a receptes. Va entrar en una nova etapa amb el llançament de Vanitha el 1975. Va ser la primera redactora en cap i va continuar en el càrrec fins al final de la seva vida. També va participar en activitats socials a través del Centre de Benestar Social de Kasturba a Kottayam, que té com a finalitat l'enfortiment de la dona. Va escriure més de vint llibres sobre temes que van des de cuina, la salut i cura de la bellesa i estil del cabell fins a la floricultura i els viatges. També va ser columnista i la majoria de les seves receptes es troben disponibles en publicacions populars.
Les seves contribucions al periodisme van valer-li diversos premis i va guanyar diversos premis, incloent el premi Rachel Thomas (1992), 'Vignanadeepam Puraskaram' (1994) i el premi Nirmithi Kendra (1996).
Annamma va patir malalties relacionades amb l'edat durant tota la seva vida, i finalment va morir en una residència privada el 10 de juliol de 2003 als 81 anys. Va ser enterrada l'endemà en una església propera a casa seva. Va tenir quatre fills: tres fills i una filla.